# Berengario I di Berga
Berengario I di Berga (Bérenger in francese, Berenguer in catalano, in spagnolo, in portoghese e in galiziano, Berengarius in latino; 1025 circa – 1093) fu Conte associato di Berga, dal 1035, e vescovo di Gerona, dal 1050 fino alla sua morte.

## Origine
Berengario, come conferma il testamento del padre, contenuto nello Spicilegium sive collectio veterum aliquot scriptorum, Volume 3, era il figlio maschio secondogenito del Conte di Cerdanya, di Berga, di Conflent e di Besalú, Goffredo e della sua seconda moglie, Isabella, di cui non si conoscono gli ascendenti, come confermato sia dallo Spicilegium sive collectio veterum aliquot scriptorum, Volume 3, che dalla Cronica universal del principado de Cataluña, Volumen 7.

Goffredo II di Cerdanya, sia secondo il Gesta Comitum Barchinonensium, sia secondo lo storico catalano Pròsper de Bofarull i Mascaró, nel suo Los condes de Barcelona vindicados, Tome I, era il figlio maschio secondogenito del Conte di Cerdanya, di Conflent e di Besalú, Oliba Cabreta e di Ermengarda d'Empúries (?-dopo il gennaio 995, data in cui compare citata in un documento) di cui non si conoscono gli ascendenti, come conferma il Bofarull.

La penisola iberica nella prima metà del X secolo. La marca di Spagna è vassallo del regno di Francia

## Biografia
Dopo essere rimasto vedovo, suo padre, Goffredo, verso il 1025, aveva sposato, in seconde nozze, sua madre, Isabella, di cui non si conoscono gli ascendenti, che compare citata come moglie di Goffredo in diversi documenti, e soprattutto viene ricordata nel testamento, e ancora, come seconda moglie di Goffredo, dalla Cronica universal del principado de Cataluña, Volumen 7.
Nel 1035, suo padre, Goffredo, redasse un testamento, dividendo i suoi domini tra i figli di primo e di secondo letto, si ritirò nell'Abbazia di Saint-Martin du Canigou, e abdicò; nella Cerdanya e nel Conflent gli succedette il figlio primogenito, il fratellastro, Raimondo, mentre nella contea di Berga, gli succedette il figlio primogenito di secondo letto, suo fratello, Bernardo I, specificando che Berengario, secondogenito, avrebbe dovuto succedere al fratello, nel caso che quest'ultimo morisse senza discendenza legittima; il testamento di Goffredo è riprodotto nello Spicilegium sive collectio veterum aliquot scriptorum, Volume 3; anche il Gesta Comitum Barchinonensium conferma che nella Cerdanya e nel Conflent gli succedette il figlio Raimondo e a Berga, Bernardo.
Berengario era stato avviato ad una vita da ecclesiastico, e, pur affiancando il fratello nel governo della contea di Berga, nel 1048, era già Vescovo di Gerona, come ci conferma il documento nº 93 del Diplomatari del monestir de Santa Maria de Serrateix, datato 1048, inerente ad una donazione di suo fratello, Bernardo I (Bernardus Guifredi...comes) al monastero in oggetto, controfirmato da Berengario, Vescovo di Gerona e conte di Berga (Berengarius gratia Dei episcopus Gerundensis et comes Bergitanensis).
Sempre secondo il Chronicon breve monasterii Canigonensis, suo padre, Goffredo morì il 31 luglio 1050, nell'Abbazia di Saint-Martin du Canigou, da lui fondata, dove fu tumulato. Goffredo prima di morire scrisse il suo epitaffio che fu scolpito sulla roccia vicino alla sua tomba; l'epitaffio si può leggere al documento nº 15 delle Histoire Générale de Languedoc, Preuves. Anche la Cronica universal del principado de Cataluña, Volumen 7, ricorda la morte di Goffredo al 31 luglio del 1049, e riporta che, nel 1332, le ossa del conte e della sua seconda moglie e madre di Bernardo, Isabella, furono traslate nella basilica superiore.
In quello stesso anno, molto probabilmente morì anche suo fratello, Bernardo I, che, senza discendenza, come disposto dal padre, nel suo testamento, lasciò la contea di Berga al fratello, Berengario, che già lo affiancava (Berengarius gratia Dei episcopus Gerundensis et comes Bergitanensis), come conferma il documento nº 93 del Diplomatari del monestir de Santa Maria de Serrateix.

Comunque Bernardo, nel 1052, risultava già deceduto, in quanto in quella data, venivano eseguite le su disposizioni testamentarie, a cui partecipò anche il fratello (Berengarius gratia Dei episcopus Gerundensis et comes Bergitanensis), come da documento nº 99 del Diplomatari del monestir de Santa Maria de Serrateix.
Nel governo della contea di Berga, venne affiancato dal fratellastro, Raimondo, che di fatto governò la contea, mentre Berengario pur mantenendo il titolo di conte, si dedicò alla diocesi di Gerona, divenendo consigliere del conte di Barcellona e Gerona, Raimondo Berengario I, e dei suoi figli, Raimondo Berengario II e Berengario Raimondo II, lavorando per la loro riconciliazione.
Berengario contribuì al trionfo delle riforme di papa Gregorio VII, che, tra l'altro, nel 1079, gli aveva inviato una lettera, in cui gli chiedeva di risolvere la controversia tra i due fratelli, conti di Barcellona.
Berengario difese ancora i diritti della Chiesa contro il conte di Empúries, Ugo II. 

Una sua lettera del 1085 all'abate di Augusta fu l'origine della leggenda di Girona di San Narciso.
Berengario, vescovo di Girona, morì nel 1093.

## Discendenza
Di Berengario non si conosce il nome di una eventuale moglie, né si hanno notizie di alcuna discendenza.

### Fonti primarie
- (LA)  Rerum Gallicarum et Francicarum Scriptores, Tomus IX.
- (LA)  Rerum Gallicarum et Francicarum Scriptores, Tomus XI.
- (LA)  Histoire Générale de Languedoc, Tome V, Preuves.
- (LA)  Spicilegium sive collectio veterum aliquot scriptorum, Volume 3.
- (LA)  Diplomatari i escrits literaris de l'abat i bisbe Oliba.
- (LA)  Diplomatari del monestir de Santa Maria de Serrateix Archiviato il 2 dicembre 2020 in Internet Archive..

### Letteratura storiografica
- Rafael Altamira, Il califfato occidentale, in «Storia del mondo medievale», vol. II, 1999, pp. 477–515.
- (ES)  Bofarull i Mascaró, Los condes de Barcelona vindicados, Tome I,.
- (ES)  Cronica universal del principado de Cataluña, Volumen 7.